# La Font de l'Abat
La Font de l'Abat és un paratge del terme municipal de Conca de Dalt, a l'antic terme d'Hortoneda de la Conca), al Pallars Jussà. És en territori del poble d'Hortoneda.
Està situat al sud-oest d'Hortoneda, al nord-est del Roc de Torrent Pregon, a la dreta de la part alta de la llau dels Pastors. És al nord i a sota de la Font de l'Abat, que li dona el nom, al sud-est dels Trossos de la Font dels Malalts i al nord-oest de lo Montiell.